# Montura de la Bandera Lunar

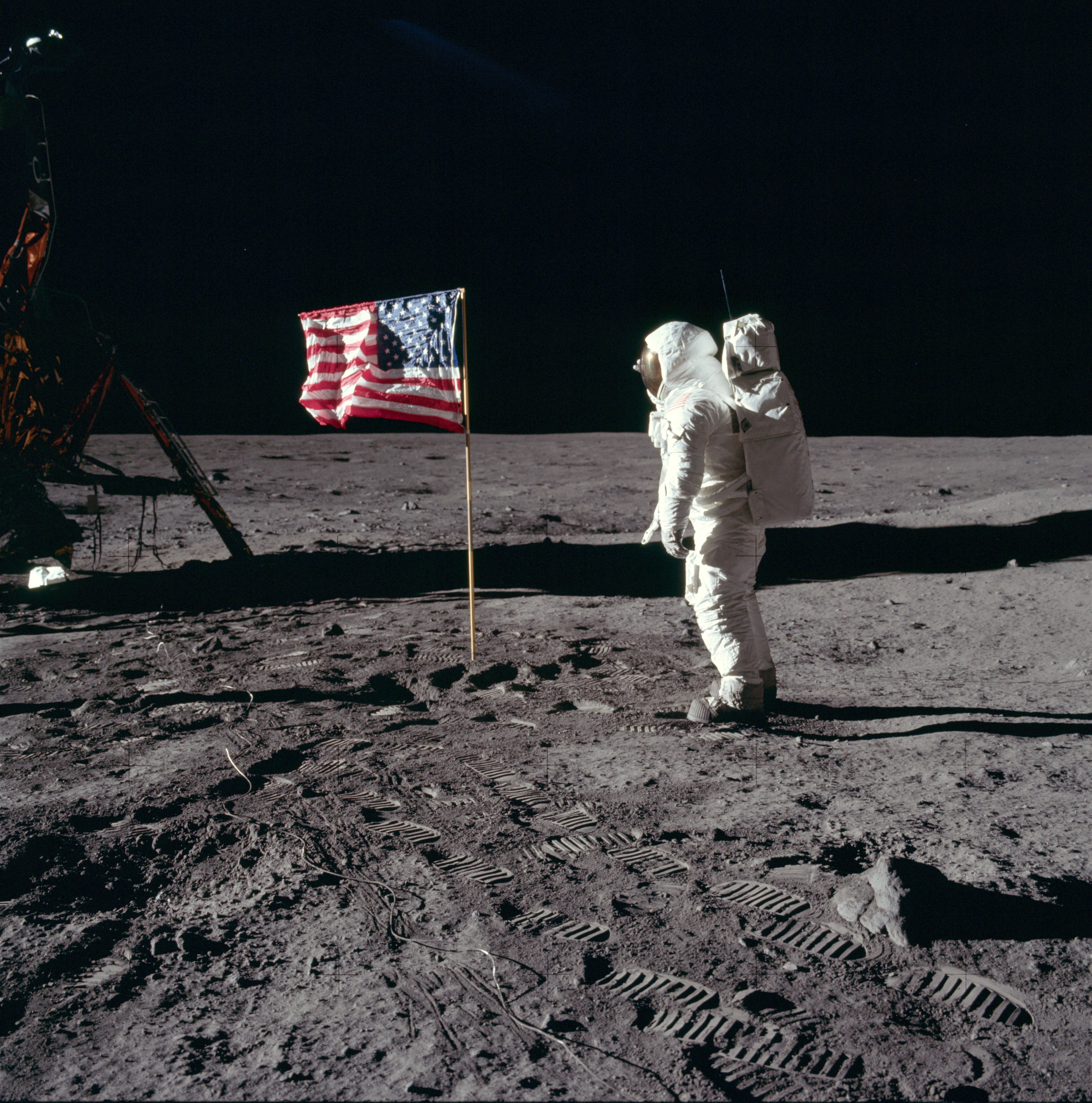
Buzz Aldrin saluda la primera bandera americana izada en la Luna, 21 de julio de 1969 (foto tomada por Neil Armstrong).

La Montura de la Bandera Lunar (en inglés: Lunar Flag Assembly) conocida por sus siglas LFA, es una caja tecnológica que contiene una bandera de los Estados Unidos diseñada por la NASA para ser plantada exclusivamente en la Luna. Fue creada durante el Programa Apolo y existieron seis de ellas en total. Las banderas fueron plantadas exitosamente de 1969 a 2024.
El kit contiene una bandera de nailon, un bastón telescópico y dos barras horizontales construidas con tubos de aluminio anodizado de una pulgada. Para ahorrar espacio las cajas fueron llevadas en el exterior del Módulo Lunar, detrás de la escalera de descenso, dentro de una caja tubular aislada térmicamente para protegerlas de las extremas temperaturas de 1.090 °C producidas por los gases.
El kit de montura fue supervisado por Jack Kinzler, director de servicios técnicos del Centro Espacial Lyndon B. Johnson, en Houston (Texas). Seis de las banderas (incluyendo una para el Apolo 13, el cual no llegó a la Luna) se ordenaron en un catálogo de suministros al gobierno y midieron 91 cm por 1.52 m; la última plantada en la Luna fue la bandera ligeramente más grande de 1.8 m de ancho, que había estado colgada en la Sala de Control de Operaciones de la Misión MSC durante la mayor parte del programa Apolo.

## Historia

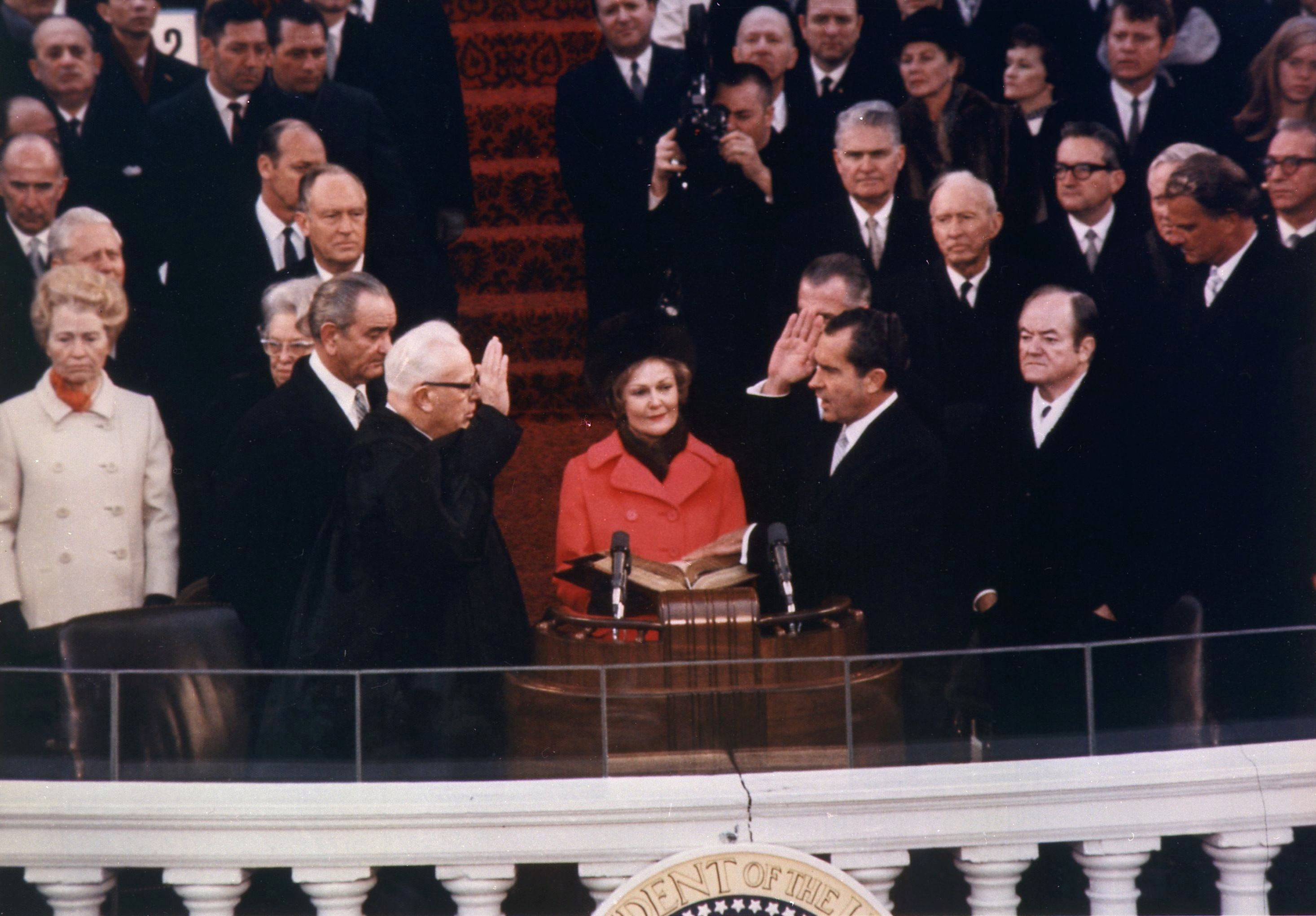
Richard Nixon durante la inauguración de 1969.

Basándose en el plan del presidente John F. Kennedy en 1961 de aterrizar a un hombre en la Luna en los años 1960 y traerlo sano y salvo a la Tierra, en enero de 1969 el presidente Richard Nixon puso un tono internacional para el Apolo programa en su discurso inaugural:

«A medida que exploramos los confines del espacio, vayamos juntos a los nuevos mundos. No como nuevos mundos a conquistar, sino como una nueva aventura para compartir».

Esto inspiró dentro de la NASA la idea de que los astronautas plantaran una bandera de las Naciones Unidas en el primer alunizaje. Se les preguntó a todos los empleados y el consenso de la mayoría fue plantar una bandera sí, pero americana. Cuando se hizo público, los ciudadanos estadounidenses apoyaron la idea. Deke Slayton estuvo de acuerdo en dejar objetos simbólicos en la Luna, siempre y cuando no afectaran el horario de entrenamiento de la tripulación y que los artículos cumplieran con los requisitos dimensionales y de peso. El administrador interino de la NASA Thomas O. Paine creó el Comité de Actividades Simbólicas para el Primer Aterrizaje Lunar y nombró a Willis Shapley como presidente el 25 de febrero. Paine instruyó al comité a seleccionar actividades simbólicas que no pusieran en peligro la seguridad de la tripulación ni interfirieran con los objetivos de la misión; que "señalaría [sic] el primer aterrizaje lunar como un paso adelante histórico de toda la humanidad, que ha sido logrado por los Estados Unidos", y eso no daría la impresión de que USA estaba "tomando posesión de la luna" en violación del Tratado Espacial Exterior de 1967.
El comité debía decidir sobre tres cosas: los artículos que se llevarían a la Luna y se dejaban allí, los artículos que se adjuntan al módulo de descenso y los artículos que se llevarían a la Luna y regresarían a la Tierra. Para que los artículos quedaran en la Luna, el comité consideró varias opciones, incluyendo dejar la bandera de la ONU, una bandera de los Estados Unidos, un conjunto de banderas en miniatura de todas las naciones y un marcador conmemorativo en la superficie. El comité solicitó sugerencias al Instituto Smithsoniano, la Biblioteca del Congreso, el Archivista de los Estados Unidos, el Comité Asesor Histórico de la NASA, el Consejo Espacial y los comités del Congreso. La propuesta más común entre los solicitados era plantar una bandera.
El comité recomendó plantar la bandera estadounidense en la Luna y una placa con la inscripción: "Aquí los hombres del planeta Tierra pusieron un pie por primera vez sobre la Luna en julio de 1969, D.C. Vinimos en paz por toda la humanidad."
Algunos estadounidenses anticiparon una posible controversia sobre la plantación de la bandera de Estados Unidos en la Luna, ya que el Tratado del Espacio Ultraterrestre prohibía las reclamaciones territoriales sobre cualquier organismo extraterrestre. Dado que quedó claro que Estados Unidos no tenía intención de hacer un reclamo territorial a la Luna, no se materializó ninguna controversia seria. Cuatro meses después del alunizaje del Apolo 11, el Congreso de Estados Unidos aprobó un proyecto de ley en noviembre de 1969, que fue firmado por el presidente Nixon, declarando:

«La bandera de los Estados Unidos, y ninguna otra bandera, será implantada o colocada de otro modo en la superficie de la Luna, o en la superficie de cualquier planeta, por los miembros de la tripulación de cualquier nave espacial ... como parte de cualquier misión ... los fondos para los cuales son proporcionados enteramente por el Gobierno de los Estados Unidos. ... este acto pretende ser un gesto simbólico de orgullo nacional en el logro y no debe interpretarse como una declaración de apropiación nacional mediante la reivindicación de la soberanía».

## Diseño

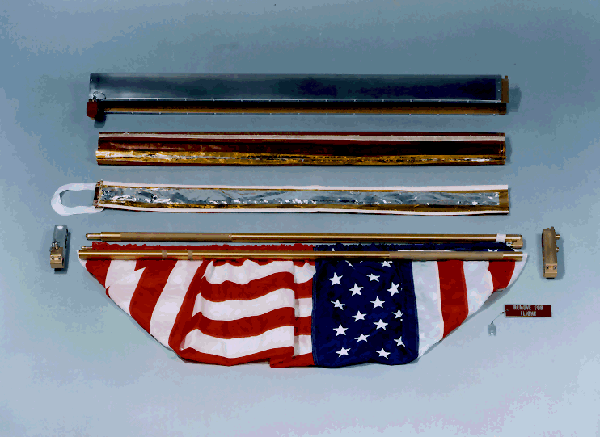
La primera bandera que se plantó en la Luna, llevada por el Apolo 11.

Unos tres meses antes de la misión Apolo 11 de julio de 1969, Robert Gilruth, director del MSC y un miembro del Comité de Actividades Simbólicas, todavía necesitaba seleccionar a alguien para diseñar el conjunto de banderas. Le pidió a Jack Kinzler, jefe de servicios técnicos de MSC, que se hiciera cargo de la tarea. Inspirado por la memoria de su madre colgando cortinas durante su infancia, a Kinzler se le ocurrió la idea de insertar un poste horizontal a través de un bolsillo doblado en la parte superior de la bandera para apoyarlo. Esto haría que pareciera volar sobre la Luna sin aire, ya que flotaría en el viento en la Tierra. Trabajó los detalles durante varios días, asistido por el subjefe de división Dave McCraw. Kinzler también sugirió, diseñó y supervisó la creación de las placas conmemorativas colocadas en los Módulos Lunares Apolo.
Aunque la bandera en sí era simple, el tubo de izar de 91 cm por 1.52 m, la tela de nailon alterada en la costura del dobladillo superior, su embalaje, la tolerancia a las condiciones ambientales y los medios de despliegue presentaron pequeños desafíos de ingeniería. Los polos horizontales y verticales estaban hechos cada uno de tubos de aluminio de una pulgada en dos partes telescópicas, anodizadas con un color dorado. Debido a los límites de los trajes espaciales de los astronautas, la altura total del asta de bandera se limitó a su alcance mínimo de 71 cm y 1.70 m de alcance máximo. La bandera costó US$5 y el tubo unos $75.
El montaje tuvo que ser diseñado teniendo en cuenta las limitaciones físicas de los astronautas. Debido a sus gruesos trajes espaciales, los astronautas tenían un rango limitado de movimiento y destreza manual. El conjunto de banderas fue diseñado para funcionar dentro de esas limitaciones.

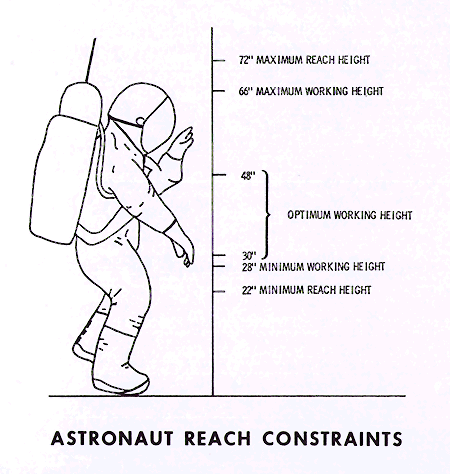
Esquema que muestra la gama de movimiento de los astronautas.

El conjunto de banderas se almacenó inmediatamente detrás del lado izquierdo de la escalera del ML. Debido al calor del escape del motor de descenso, se calcularon temperaturas de 121 °C durante la mayor parte del alunizaje, sin embargo, aumentarían a 1.090 °C durante los últimos 13 segundos. Para aislar la bandera de estas condiciones extremas, tuvo que ser embalada dentro de un sudario protector de doble pared que consistía en una caja exterior de acero inoxidable separada de una capa de aluminio por aislamiento Termoflex, con varias capas de papel de aislamiento térmico de Kapton entre la caja interior y la bandera. El aislamiento limitó la temperatura a la que se sometió el indicador a 82 °C. Se estima que el sudario costó varios cientos de dólares. Las banderas desplegadas en los últimos tres vuelos de aterrizaje fueron transportadas en el Modular Equipment Stowage Assembly (MESA), un cajón de equipos que se abrió desde el costado del Módulo Lunar detrás de la escalera. Esto eliminó la necesidad del sudario de protección térmica.

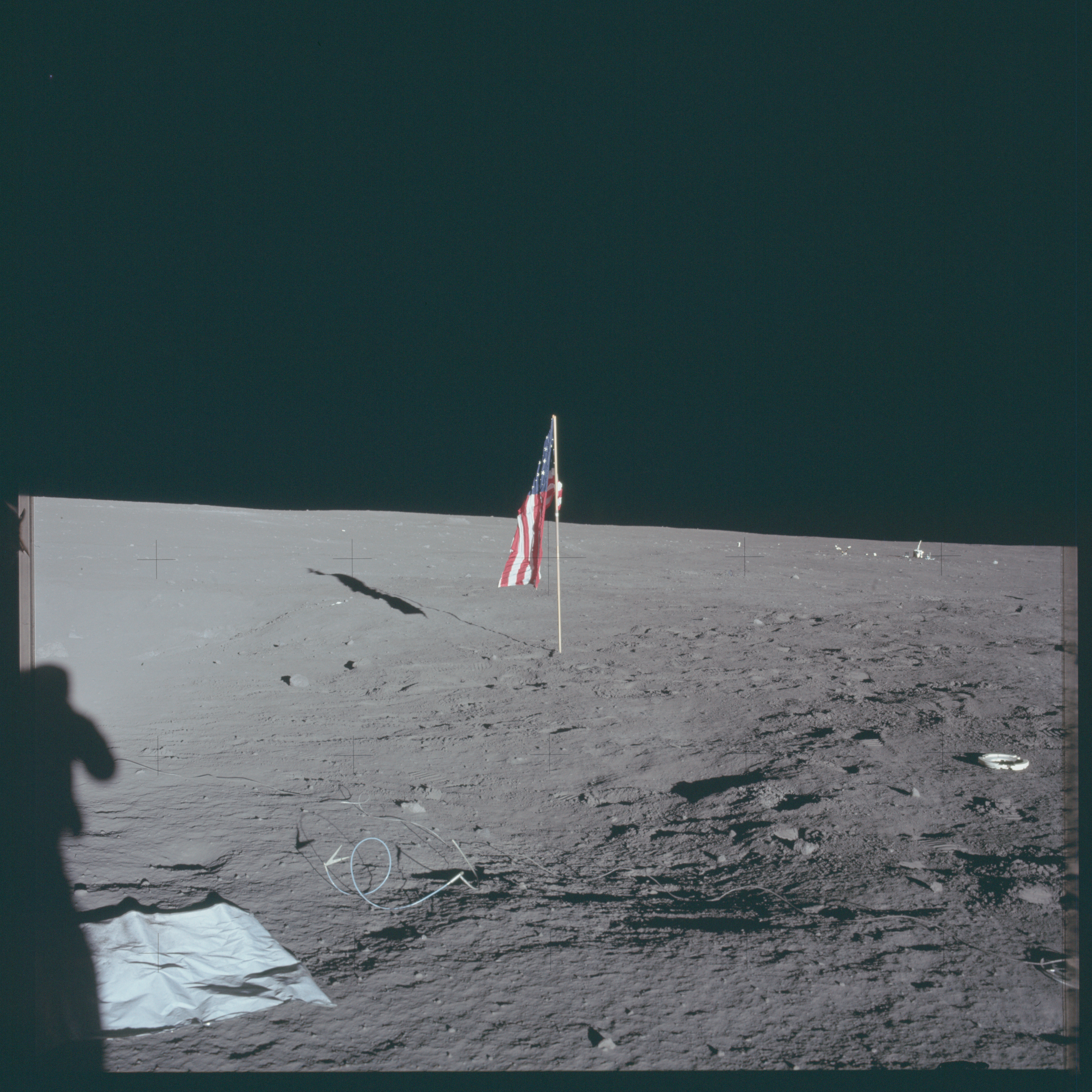
Bandera del Apolo 12, tuvo el mecanismo de pestillo defectuoso.

El paquete completo tenía que ser lo más ligero posible para no alterar la carga útil lunar y pesó 4.3 kg.

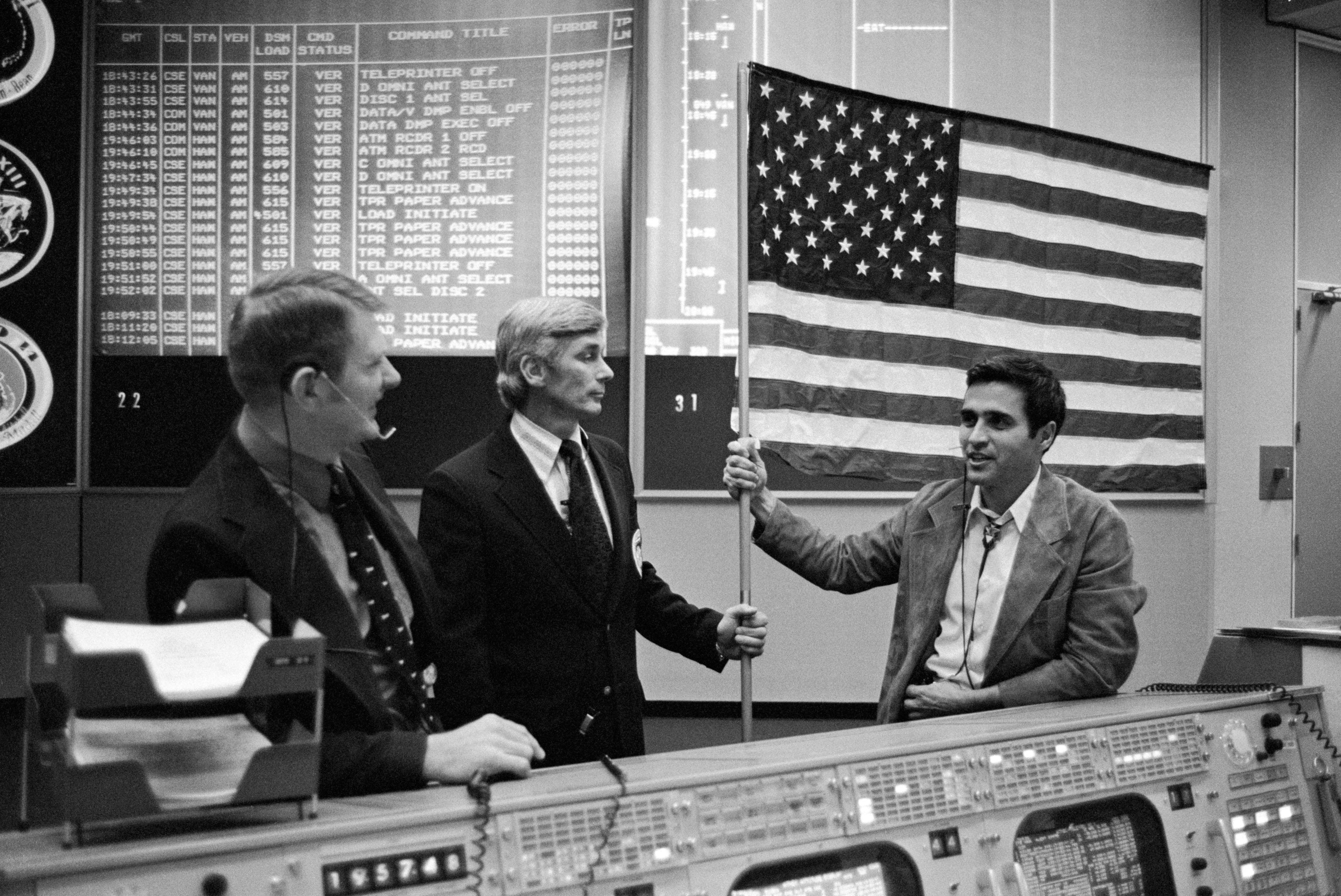
Cernan y Schmitt presentando la bandera llevada con el Apolo 17 a Kranz.

La bandera que había estado colgada en la Sala de Control de Operaciones de Misión (MOCR) en el Centro de Control de Misiones durante todos los anteriores alunizajes del Apolo, fue llevada a la Luna en la misión final, el Apolo 17. Esta bandera medía un 20% más ancha y más alta que las otras que requerían un poste horizontal de 1.8 m de largo. Eugene Cernan y Harrison Schmitt llevaron una segunda bandera idéntica a la que plantaron, la trajeron y la presentaron al controlador de vuelo Gene Kranz, para eventualmente reemplazar con ella a la que quedaba en la Luna.

## Banderas desplegadas

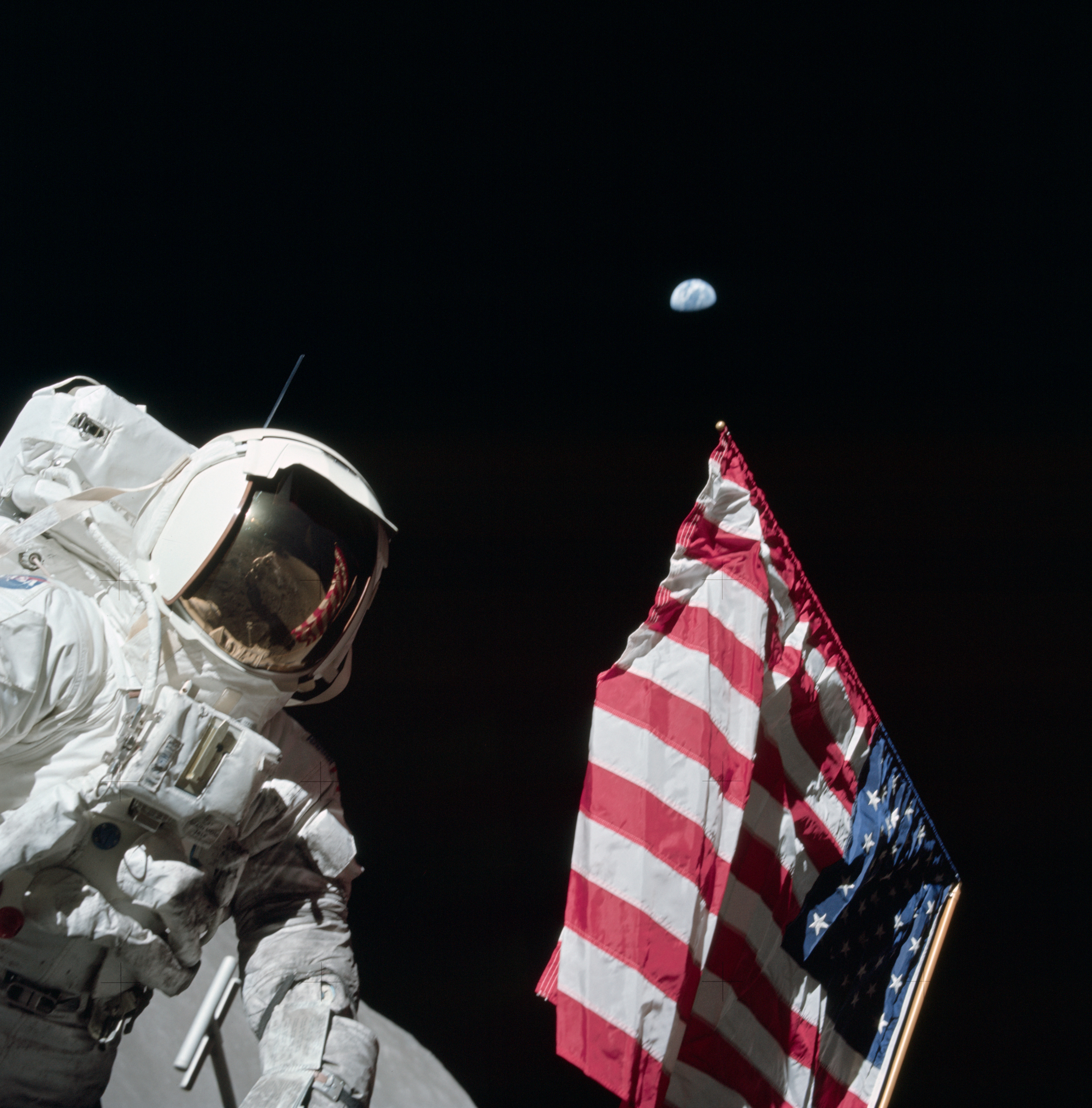
Harrison Schmitt posa con la bandera americana que desplegó el Apolo 17, 11 de diciembre de 1972.

Se colocaron banderas en cada misión Apolo que aterrizó en la Luna. El despliegue de la bandera durante la misión Apolo 11 resultó ser un desafío. Armstrong y Aldrin tuvieron problemas para insertar el poste en la superficie lunar, y sólo lograron conseguirlo a unas siete pulgadas de profundidad. Cuando se alejaron de la bandera, demostró que podía mantenerse sola. Los científicos descubrieron más tarde que el polvo lunar tiene un perfil diferente al del polvo terrestre. El polvo de la Tierra tiene bordes redondeados; el polvo de la Luna tiene bordes afilados. Los bordes afilados del polvo lunar los hacen atrapar entre sí, lo que dificulta la inserción de objetos en ellos. Buzz Aldrin informó que la bandera del Apolo 11, colocada a unos 8 m de la línea central de la nave de aterrizaje Eagle, fue volada por la explosión del escape del cohete durante el despegue. Como resultado, las cuadrillas posteriores se encargaron de colocar las banderas a mayores distancias del Módulo Lunar.
Charles Conrad y Alan L. Bean, tripulantes del Apolo 12, tuvieron problemas con el mecanismo de pestillo que se suponía que debía mantener el poste de apoyo horizontal, por lo que la bandera que desplegaron se desplomó en un ángulo. En respuesta a esto, se mejoró el montaje para incluir un mecanismo de bloqueo de doble pestillo para misiones posteriores.
El alunizaje del Apolo 13 fue abortado debido a un importante mal funcionamiento de la nave espacial encontrado antes de llegar a la Luna. La bandera fue almacenada externamente en la MESA y fue destruida con el Módulo Lunar Aquarius cuando volvió a entrar en la atmósfera terrestre.
Debido a los problemas que la tripulación del Apolo 15 había desplegado experimentos, la plantación de banderas ocurrió más tarde en la misión de lo previsto; al final del segundo EVA en lugar del primero. El LFA se almacenó en el MESA y a un costado de la escalera de descenso del Módulo Lunar (LM). Los astronautas David Scott y James B. Irwin habían practicado en la Tierra cómo organizarse con la bandera, el Vehículo Ambulante Lunar y el LM para la mejor fotografía.
La bandera desplegada durante el Apolo 17 tiene una historia única: viajó a la Luna con el Apolo 11, regresó y se aferró a la pared del Control de Misión. El primer día de la misión, Eugene Cernan la izó en el valle lunar Taurus-Littrow y dijo: "Este es uno de los momentos más orgullosos de mi vida. Se lo garantizo."

## Estado actual
Dado que la bandera de nailon fue comprada en un catálogo del gobierno, no fue diseñada para manejar las duras condiciones del espacio. Algunos expertos teorizan que los colores de algunas banderas pueden haberse vuelto blancos debido a la luz solar y la radiación espacial, o que la tela podría haberse desintegrado por completo. En 2012, una revisión de las fotografías tomadas por el Lunar Reconnaissance Orbiter (LRO) mostró que las banderas colocadas durante las misiones Apolo 12, Apolo 16 y Apolo 17 todavía estaban bien. Pero, debido a la resolución de las cámaras LRO, si bien las sombras de la tela de la bandera se pueden ver; no así el polo, mostrando solo que las banderas no se desintegraron por completo.
Una revisión fotográfica del sitio Apolo 11 muestra que el testimonio de Aldrin sobre que la bandera cayó, probablemente fue correcta ya que no se vio ninguna en las imágenes.  En 2012, los expertos no pudieron determinar si las banderas del Apolo 14 y Apolo 15 todavía estaban.

## Teorías conspirativas

La animación no muestra ningún movimiento de la bandera entre dos fotos diferentes.

Los teóricos de la conspiración afirman que el movimiento aparente de la bandera demuestra que los videos de aterrizaje lunar fueron filmados en un cuerpo con una atmósfera. La NASA, consciente de que no hay ningún viento en la Luna, diseñó un mecanismo de enganche horizontal para que la bandera no se desgarrara. Dado que el mecanismo de enganche horizontal para la bandera de la misión Apolo 11 se atascó y provocó arrugas; le dio la apariencia de movimiento en la fotografía fija. El movimiento al instalar la bandera también hizo que ondee. 